# فینال مسابقات باشگاهی قهرمانی آسیا ۱۹۶۹
فینال مسابقات باشگاهی قهرمانی آسیا ۱۹۶۹ مسابقه فینال دومین دوره جام باشگاه‌های آسیا بود که در ۳۰ ژانویه ۱۹۶۹ برگزار شد. در این دیدار باشگاه فوتبال مکابی تل‌آویو با برتری ۱ بر ۰ برابر باشگاه فوتبال یانگزی به مقام قهرمانی دست یافت.

## مسابقه
| مکابی تل آویو     | ۱–۰ | یانگزی |
| ----------------- | --- | ------ |
| درور بار-نور ۱۱۲' |     |        |